# Giới giải trí
Giới giải trí hay còn gọi là giới show biz (viết tắt của cụm từ tiếng Anh là: Show business) hay showbiz là thuật ngữ xuất phát từ tiếng Anh địa phương dùng để chỉ về những người tham gia vào các hoạt động giải trí đặc biệt là những người trong các ngành công nghiệp giải trí từ hoạt động kinh doanh (bao gồm cả những nhà quản lý, người đại diện, các nhà sản xuất và nhà phân phối....) và những người hoạt động nghệ thuật, sáng tạo nghệ thuật như các nghệ sĩ, diễn viên, người mẫu, ca sĩ, nhạc sĩ, kỹ thuật viên phục vụ trong giới giải trí như hóa trang, trang điểm, làm tóc, thiết kế thời trang.... Thuật ngữ này được sử dụng phổ biến từ thế kỷ 20 nhưng được sử dụng lần đầu tiên ở phương Tây vào năm 1850. Ở Việt Nam còn có một thuật ngữ với định nghĩa tương tự nhưng mang tính chất hàn lâm hơn đó là giới văn nghệ sĩ.